# バンクーバー湖
バンクーバー湖 (バンクーバーこ、Vancouver Lake) は、アメリカ合衆国ワシントン州クラーク郡にある湖。コロンビア川の近く、バンクーバーの西、ポートランドの北、リッジフィールドの南に位置する。
浅い湖で水深は最大でも3.7から4.6m、平均では0.9m以下である。面積はおよそ9.3 km2である。1980年代に行われたアメリカ陸軍工兵隊による浚渫の際に作られた島が湖北部にある。レイク川が湖北側から流れ出してコロンビア川に合流しているが、季節による湖と川の水位差の変動により逆にレイク川から湖に流入することも相当ある。
バンクーバー湖の水源としては、コロンビア川からのフラッシング水路 (flushing channel) と東から注ぐバーントブリッジ川がある。1980年代まではバーントブリッジ川は湖の大きな汚染源であった。